# José Ignacio de Uranga
José Ignacio de Uranga Azkune. n. 7.10.1788. Azpeitia (Guipúzcoa)
Militar español. Teniente General del ejército carlista durante la Primera Guerra Carlista.

## Literatura
Diario de Guerra del Teniente General D. José Ignacio de Uranga (1834 - 1838). San Sebastiám, 1959
- Wikimedia Commons alberga una galería multimedia sobre Iconografía de la Primera Guerra Carlista.

- Datos: Q11685846
- Multimedia: José Ignacio de Uranga / Q11685846